# Jedisan

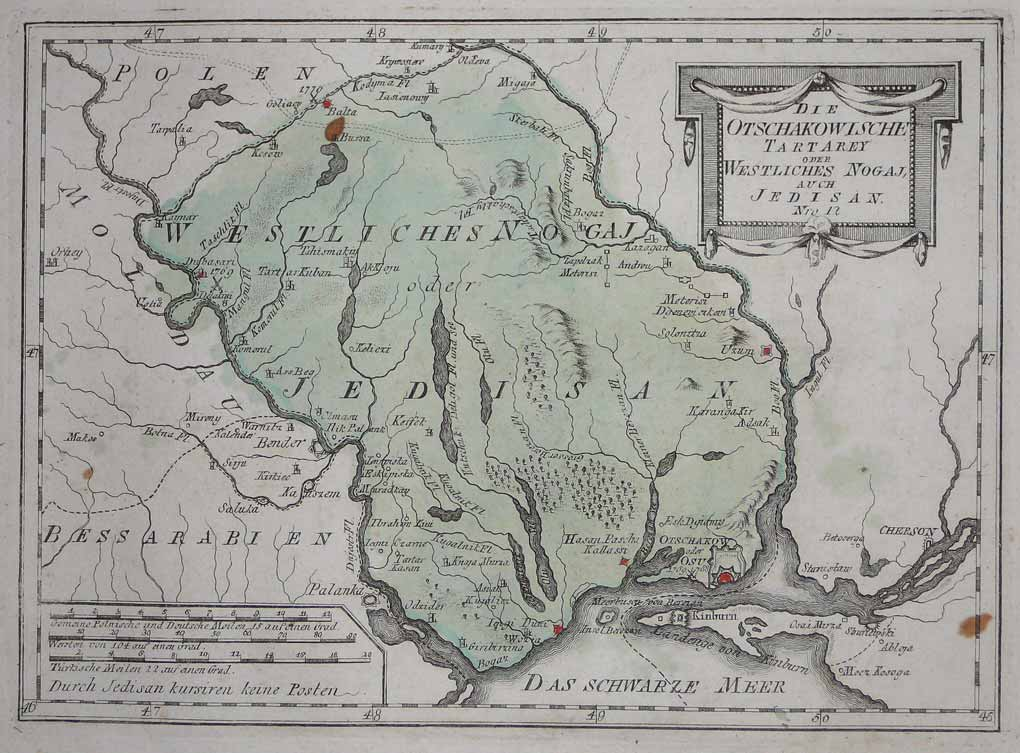
„Die Otschakowische Tartarey oder Westliches Nogaj, auch Jedisan“ (Karte von 1789)

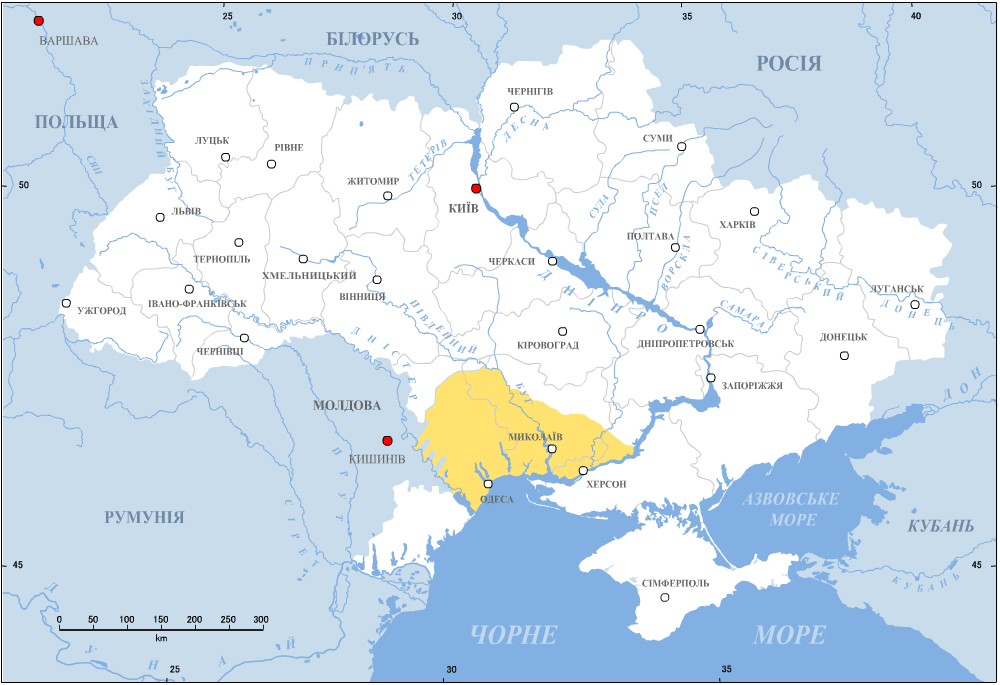
Benutzung des Ortsnamens in der heutigen Ukraine

Jedisan (ukrainisch Єдисан Jedyssan, rumänisch Edisan) ist eine historische Region in der heutigen Ukraine und Transnistrien, die zwischen den Flüssen Südlicher Bug und Dnister liegt. Sie geht auf den Sandschak Otschakow des osmanischen Reichs zurück.

## Geschichte
Jedisan stand ab dem 14. Jahrhundert unter dem Einfluss des Großfürstentums Litauen und ab dem 15. Jahrhundert auch des Khanats der Krim. 1526 fügte Sultan Süleyman I. die Region seinem Osmanischen Reich als Teil des Eyâlet Silistrien hinzu.
Nach dem Frieden von Jassy 1792 annektierte das Russische Reich das Gebiet, das dem Gouvernement Cherson unterstand. Es folgte eine massive Kolonisierung mit Russen und Ukrainern. Auch Griechen, Juden und Moldauer aus dem benachbarten Fürstentum Moldau ließen sich in Jedisan nieder. Die Region erlebte einen wirtschaftlichen und kulturellen Aufschwung, Odessa wurde zum größten russischen Schwarzmeerhafen ausgebaut.
Zwischen 1917 und 1920 war Jedisan ein Teil der unabhängigen Ukraine, danach innerhalb der Ukrainischen Sowjetrepublik ein Teil der Sowjetunion. Vier Jahre später wurde im westlichen Teil die Moldauische ASSR eingerichtet, die auch Teile der historischen Landschaft Podolien umfasste.
1940 wurde nach der Besatzung Bessarabiens durch die Sowjetunion die Moldauische ASSR aufgelöst und zwischen der Moldauischen Sowjetrepublik und der Ukrainischen Sowjetrepublik aufgeteilt. 1941 bis 1944 war Jedisan Teil eines von Rumänien beherrschten Transnistriens. Das Gebiet wurde im Verlauf des Zweiten Weltkriegs von der Sowjetunion zurückerobert. Seit 1991 ist Jedisan Teil der Ukraine bzw. Transnistriens.